# 常鳴盛
常鳴盛，清朝军事将领，直隸新城縣（今河北省高碑店市）人。武進士及第。
嘉慶元年（1796年），登丙辰科一甲第二名武進士（榜眼），授二等侍衛。累官山東登州府文登營副將，誥授武功將軍。。